# I Wanna Be Where You Are
"I Wanna Be Where You Are" é uma canção escrita por Arthur "T-Boy" Ross e Leon Ware para Michael Jackson que levou a música para a posição 16 no EUA Billboard Hot 100 e o número 2 no Hot R & B/Hip-Hop Songs.

## Lista de músicas
- Lado A :"I Wanna Be Where You Are"
- Lado B :"We've Got a Good Thing to Do"

## Créditos
- Produzido por Hal Davis
- Vocais de Michael Jackson
- Arranjo por James Anthony Carmichael

## Desempenho nas paradas musicais
| Parada musical (1972)                            | Posição |
| ------------------------------------------------ | ------- |
| Estados Unidos - Billboard Hot 100               | 16      |
| Estados Unidos - Billboard Hot R&B/Hip-Hop Songs | 2       |